# Посадка Ту-134 на Икшинское водохранилище
Посадка Ту-134 на Икшинское водохранилище — авиационная авария, происшедшая 17 июля 1972 года в Московской области с участием самолёта Министерства гражданской авиации, который из-за отключения двигателей совершил вынужденную посадку на воду. В данном происшествии никто не пострадал.

## Самолёт
Ту-134 борт СССР-65607 (заводской номер — 6350104, серийный — 01-04) был выпущен Харьковским авиазаводом в 1965 году (по другим данным — 1966 году) и являлся 4-м серийным Ту-134. Он был передан Министерству гражданской авиации (работало под брендом «Аэрофлот»), которое направило его в Государственный научно-исследовательский институт гражданской авиации.

## Происшествие
В данный день на самолёте проводился испытательный полёт, в котором отрабатывался отказ генераторов и проверялась работа электрооборудования, а особенно курсо-глиссадной системы при питании от аккумуляторов. Пилотировал самолёт экипаж, состоящий из КВС Вячеслава Кузьменко, второго пилота Николая Малинина, штурмана Анатолия Карцева, бортмеханика Анатолия Платунова и бортрадиста Геннадия Кожанова.
Ту-134 находился в зоне ожидания, когда из-за низкого напряжения (вследствие разряда аккумуляторов) произошла остановка всех топливных насосов, тем самым прекратилась подача топлива в двигатели. В результате оба двигателя остановились. Находясь на малой высоте и с севшими аккумуляторами, экипаж не мог запустить двигатели в полёте, поэтому был вынужден совершить аварийную посадку на наиболее подходящую для этого «площадку» — Икшинское водохранилище. В результате данного приводнения самолёт не разрушился и никто из 5 членов экипажа серьёзно не пострадал.
В июле 1972 года авиалайнер был перевезён на соседнее Клязьминское водохранилище, где ориентировочно до 2000 года использовался как тренажёр для кабинных экипажей Центрального управления международных воздушных сообщений (ЦУМВС), а впоследствии и Аэрофлота по действиям в условиях аварийной посадки на воду. В 2000—2001 году был разрезан на металлолом.

## Борт 65607 № 2
В 1991 году бортовой номер СССР-65607 был присвоен выкупленному в Германии Ту-134АК с заводским номером 48560 (серийный — 36-10, выпущен 12 августа 1976 года), ранее эксплуатировавшегося в компании Interflug с бортовым номером D-AOBS. По данным на 2013 год, борт RA-65607 эксплуатировался авиакомпанией ЮТэйр-Экспресс, в 2016 году был разрезан на металлолом.